# John Champion
John Champion. Utilizó también los alias de John C. Champion y Henry Krisel. Nació el 13 de octubre de 1923 en Denver, Colorado. Falleció el 3 de octubre de 1994 en Tarzana, California. Productor de cine y guionista estadounidense.
Uno de los directores con quien más trabajo fue el director de westerns Lesley Selander. En 1976 debutó como director con la película Mustang country, un Western protagonizado por Joel McCrea, Robert Fuller, Patrick Wayne y Nika Mina. Además de dirigirla, escribió el guion y la produjo. Fue su primera y última película como director. No obstante, para la televisión, un año más tarde (1977), dirigió un episodio de la serie de NBC The Oregon Trail. Fue el episodio 13 titulado Wagon race, nunca fue emitido. La serie fue cancelada antes de concluir la primera temporada. Fue el último episodio finalizado. Se concluyeron 13 episodios de los que sólo se emitieron seis, entre 21 de septiembre y el 26 de octubre de 1977. Los capítulos tenían una hora de duración.
También se acercó al mundo de la televisión, como escritor (no guionista), con argumentos e ideas para la serie La armada de McHale (McHale's Navyde) de ABC. Emitida entre 1962 y el 12 de abril de 10 de noviembre de 1966. (4 temporadas, 138 episodios). Comedia que se desarrolla en un entorno militar. Los capítulos duraban media hora. Champion no firmó ningún guion, ni dirigió ningún episodio. 

## Filmografía

### Como guionista
- 1948 - Imperio del crimen (Panhandlede) de Lesley Selander. (Guion de Champion y Blake Edwards).
- 1949 - Stampede de Leslie Selander. (Guion de Champion y Blake Edwards). Basado en una novela de Edward Beverly Mann.
- 1957 - Zero Hour! de Hall Bartlett. (Guion de Champion Arthur Hailey y Hall Bartlett.) Basado en la película para televisión canadiense Flight into danger, con guion de Arthur Hailey.
- 1952 - Hellgate, película para televisión de Charles Marquis Warren. (Guion de Champion y Charles Marquis Warren).
- 1954 - Dragonfly squadron  de Lesley Selander.
- 1956 - Cavalry Patrol, película para televisión de Charles Marquis Warren. (Basado en una idea/argumento de Charles Marquis).
- 1966 - Texas Kid (The texican) de Lesley Selander. (Guion de Champion y José Antonio de la Loma).
- 1973 - Brother of the wind de Dick Robinson.
- 1976 - Mustang country de John Champion.

### Idea/argumento
- 1966 - The last escape de Walter Grauman. Guion de Herman Hoffman.
- 1968 - Submarine X-1 de William A. Graham. Guion de Guy Elmes y Donald S. Sanford. (John Champion y Edmund H. North.
- 1968 - Attack on the iron coast de Paul Wendkos. Guion de Herman Hoffman.
- 1970 - The last escape de Walter Grauman. Guion de Herman Hoffman.

### Productor
- 1948 - Imperio del crimen (Panhandlede) de Lesley Selander. (Producen Champion y Blake Edwards).
- 1949 - Stampede de Leslie Selander. (Producen Champion y Blake Edwards).
- 1952 - Hellgate, película para televisión de Charles Marquis Warren. (Producción Ejecutiva a cargo de Robert L. Lippert).
- 1954 - Dragonfly squadron  de Lesley Selander.
- 1955 - Shotgun de Lesley Selander.
- 1957 - Zero Hour! de Hall Bartlett. (Champion y Hall Bartlett).
- 1966 - Texas Kid (The texican) de Lesley Selander. (Producen Champion y Bruce Balaban, también participan como productores ejecutivos: Julian Ludwig y Paul C. Ross).
- 1968 - Submarine X-1 de William A. Graham. (Productor asociado Ted Lloyd y productor ejecutivo Irving Temaner
- 1968 - Attack on the Iron Coast de Paul Wendkos. (Participan también, Ted LLoyd, como productor asociado e Irving Temaner compo productor ejecutivo).

## Enlaces de interés
- John Champion en Internet Movie Database (en inglés).

- Datos: Q6224333